# Kričim
Kričim (in bulgaro Кричим?) è un comune bulgaro situato nella Regione di Plovdiv di 9 513 abitanti (dati 2009). La sede comunale è nella località omonima che è anche l'unica presente.